# Берёзовка (приток Моржевки)
Берёзовка — река в России, протекает в Виноградовском районе Архангельской области. Берет начало в болоте Шадрино. Устье реки находится в 8 км по левому берегу реки Моржевка. Длина реки составляет 15 км.

## Данные водного реестра
По данным государственного водного реестра России относится к Двинско-Печорскому бассейновому округу, водохозяйственный участок реки — Северная Двина от впадения реки Вага и до устья, без реки Пинега, речной подбассейн реки — Северная Двина ниже места слияния Вычегды и Малой Северной Двины. Речной бассейн реки — Северная Двина.
Код водного объекта в государственном водном реестре — 03020300412103000033218.